# Dohis
Dohis è un comune francese di 86 abitanti situato nel dipartimento dell'Aisne della regione dell'Alta Francia.
Con decreto prefettizio del 20 dicembre 2016, il comune è stato staccato dall'arrondissement di Laon per confluire nell'arrondissement di Vervins a partire dal 1º gennaio 2017.

## Società

### Evoluzione demografica
Abitanti censiti